# Raša
Raša är en stad i Istrien i nordvästra Kroatien. Staden har fått sitt namn efter floden med samma namn som rinner genom området.